# Luzkyj awtomobilnyj sawod

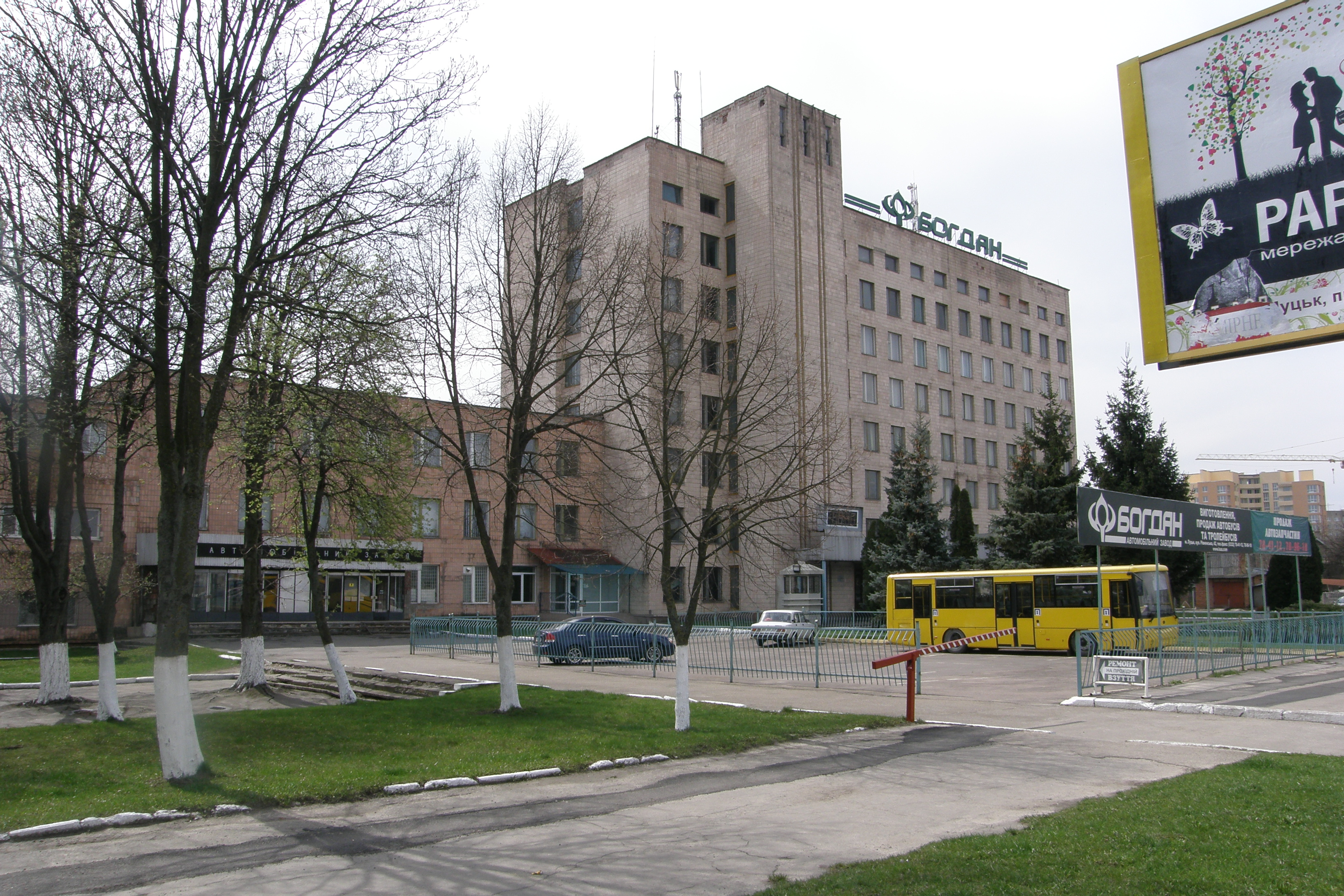
Das Werk von Bogdan in Luzk (2012)

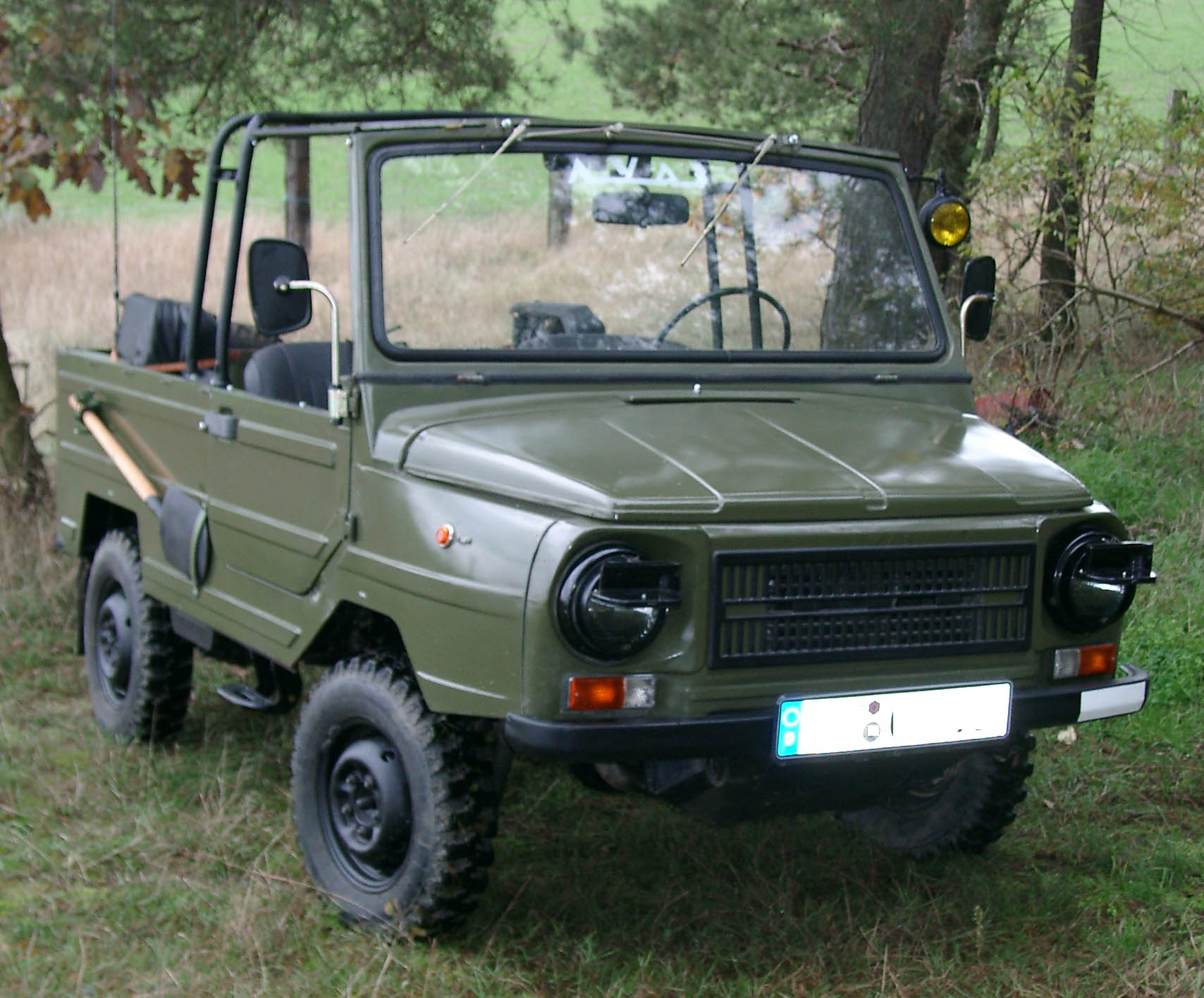
LuAZ-969M, Frontansicht (ca. 2007)

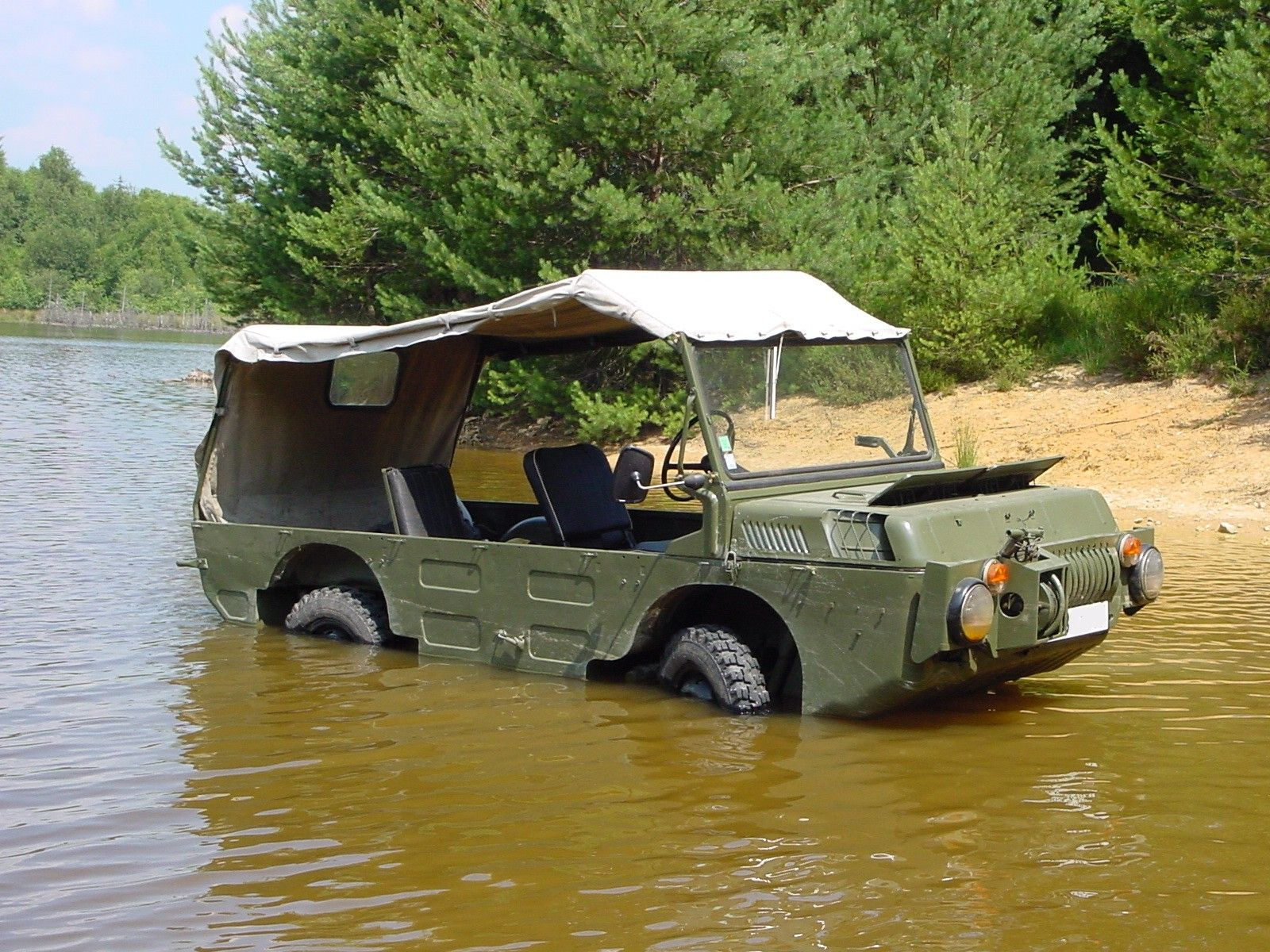
Ein LuAZ-967-Amphibienfahrzeug (2008)

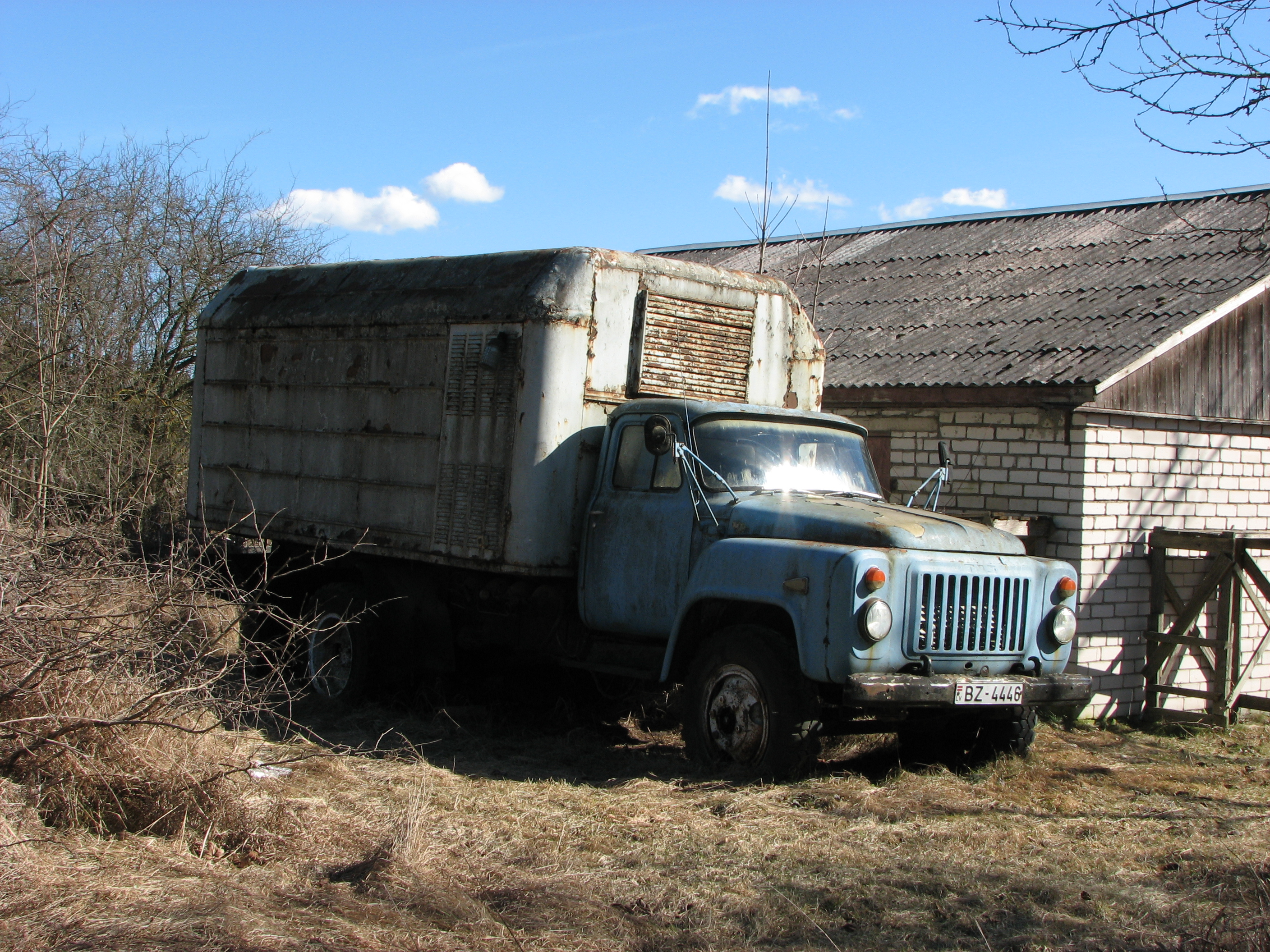
Kühlaufbau LuMZ-980B, hier auf einem GAZ-53 (2017)

Das Luzkyj awtomobilnyj sawod (ukrainisch Луцький автомобільний завод, deutsch „Luzker Automobilwerk“), kurz auch als LuAZ (ukrainisch/russisch ЛуАЗ, deutsche Transkription eigentlich LuAS) bekannt, war ein in der ukrainischen Stadt Luzk ansässiger Automobilhersteller. Auch die russische Bezeichnung Luzki Awtomobilny Sawod (russisch Луцкий автомобильный завод) findet in der Literatur Verwendung.
Das Werk wurde 1955 zunächst als Maschinenbauunternehmen eröffnet und 2000 von einem Konsortium aufgekauft. Bis 2009 stellten die neuen Eigentümer die Fertigung komplett ein und benannten das Werk um. Heute werden am ehemaligen Standort Busse der Marke Bogdan (deutsche Transkription eigentlich Bohdan) gefertigt.

## Geschichte
Bereits im Jahr 1949 gab es Pläne des Ministerrates der Ukrainischen Sozialistischen Sowjetrepublik zum Aufbau der Industrie im Land. 1951 begann der Bau eines neuen Maschinenbauwerks in Luzk, das am 25. August 1955 eröffnet wurde. Zum damaligen Zeitpunkt hieß es noch Luzki Awtoremontny Sawod (deutsch Luzker Autoreparaturwerk) und stellte Ersatzteile für Lastwagen wie den GAZ-51 oder GAZ-63 her.
Bereits kurze Zeit später allerdings, 1959, wurde das Werk in Luzki Maschinostroitelny Sawod (LuMZ) umbenannt. Es wurde mit der Fertigung von Spezialfahrzeugen begonnen, insbesondere Kühlwagen und fahrende Verkaufsstände.
Ab 1965 beteiligte sich das Werk an der Ausarbeitung der Pläne zum Prototyp ZAZ-969, der eigentlich vom Saporisky Awtomobilebudiwny Sawod gefertigt werden sollte. Letztlich wurde dem Werk jedoch die Fertigung komplett übertragen. Bis Dezember 1966 wurden 50 Jeeps des Typs ZAZ-969W gebaut. Im gleichen Monat wurde der Name in Luzkyi Awtomobilny Sawod (LuAZ, beziehungsweise ukrainisch Luzkyj awtomobilnyj sawod) geändert. Im Laufe der Zeit änderte sich die Typenbezeichnung der Fahrzeuge in LuAZ-969.
1975 begann das Werk mit der Serienproduktion des Amphibienfahrzeugs LuAZ-967M. Ab 1979 wurde eine verbesserte Version des LuAZ-969 gebaut, der LuAZ-969M. Am 22. September 1982 läuft das 100.000. Automobil in Luzk vom Band. In den 1980er-Jahren gab es Bemühungen, die Fertigungskapazitäten weiter auszubauen.
Bereits mit den ersten Anzeichen des Zerfalls der Sowjetunion versuchte LuAZ Beziehungen zu westlichen Unternehmen aufzubauen, unter anderem im März 1990 zu Schweizer Firmen und zu Chrysler. 1992 wurde das Unternehmen offiziell aus einem Unternehmensverbund mit dem ZAZ-Werk entlassen und in eine offene Aktiengesellschaft überführt. Gleichzeitig bekam das Unternehmen erhebliche wirtschaftliche Probleme durch einen starken Einbruch der Nachfrage nach den Fahrzeugen.
Bis zur Jahrtausendwende besserte sich die Situation nicht. Man schloss verschiedene Kooperationsverträge, unter anderem mit LADA, für die man im Auftrag Automobile produzierte. Im Jahr 2000 wurden noch ganze 3048 Fahrzeuge gebaut, davon 150 unter dem eigenen Namen LuAZ. Schließlich wurde die Aktienmehrheit des Unternehmens an eine Kooperation verkauft, die heute international unter dem Namen „Bogdan“ auftritt. Zunächst gab es große Pläne und es wurden neue Automobile hergestellt, letztlich kam es aber bei keinem der Typen zu einer Massenfertigung. Stattdessen begann man 2006 mit dem Bau von Omnibussen und Oberleitungsbussen. Dazu wurden vom neuen Eigentümer etwa 80 Millionen US-Dollar investiert, die Fertigung von LuAZ-Modellen wurde komplett eingestellt. Seit Oktober 2009 wird auch die Marke „LuAZ“ von den neuen Eigentümern nicht mehr verwendet.

## Modelle
Im Laufe seines Bestehens fertigte das Werk eine Reihe unterschiedlicher Fahrzeuge. Die wichtigsten Vertreter sind hier aufgeführt.
- LuMZ-827 (1960–?) – Mobiler Verkaufsstand auf Basis des Lastwagens GAZ-51. Außerdem gab es mit dem LuMZ-825 einen passenden Anhänger für das Fahrzeug. Weitere solche Fahrzeuge wurden auch unter anderen Typenbezeichnungen gefertigt.
- GOSNITI-2 (1964–?) – Ein Werkstattwagen zur Reparatur von landwirtschaftlichem Gerät auf Basis des GAZ-51
- LuMZ-890B (1965–1978) – Eines von vielen Kühlfahrzeugen aus der Produktion, aufgebaut auf dem ZIL-130. Auch passende Kühlanhänger wurden gebaut.
- LuAZ-967 (1975–1991) – in diversen Variationen ab 1967 konstruiertes und von etwa 1975 an in Serie gebautes, leichtes Amphibienfahrzeug.[6]
- LuAZ-972 (Ende 1970er–Anfang 1980er-Jahre) – Dreiachsige Version des LuAZ-967. Um 1998 gab es eine weiterentwickelte Version, den LuAZ-1901 „Geolog“.
- LuAZ/ZAZ-969W (1965/68–1971) – Ab 1965 entwickelter und ab 1968 in Serie gebauter leichter Geländewagen.
- LuAZ-969 (1971–1975) – leichter Geländewagen
- LuAZ-969A (1975–1979) – überarbeitete Version des LuAZ-969
- LuAZ-969M (1979–1990) – überarbeitete Version des LuAZ-969A
- LuAZ-1302 (1990–?) – in diversen Varianten gefertigter Nachfolger des LuAZ-969
- LuAZ-1301 (ca. 2002–2006) – Nachfolgegeneration von Pickups für den LuAZ-1302. Zu einer echten Massenfertigung kam es jedoch nicht mehr.